# Ido Netanjahu
Dr. Ido Netanjahu (hebrejsky עִדו נתניהו) (narozen 24. července 1952 v Jeruzalémě) je izraelský radiolog, spisovatel a dramatik.

## Mládí
Je nejmladší ze tří bratrů Netanjahuových. Část dětství strávil v USA. V roce 1973 přerušil studium na Cornellově univerzitě a zapojil se Jomkipurské války. Jeho nejstarší bratr Jonatan byl zabit během operace Entebbe a je považován za válečného hrdinu. Jeho další bratr Benjamin byl v letech 1996–1999 izraelským premiérem a do této funkce se vrátil znovu v březnu 2009. Obdobně jako jeho dva bratři sloužil Ido ve speciální izraelské jednotce Sajeret Matkal. Vystudoval Hebrejskou univerzitu v Jeruzalémě a absolvoval postdoktorandské studium ve Washingtonu a New Yorku.

## Osobní život
Pracuje na částečný úvazek jako radiolog, ale většinu času věnuje psaní scénářů divadelních her. Jeho hra Šťastný konec měla velký úspěch v Itálii na European Memorial Day 2008. Jeho hra Worlds In Collision byla inscenována izraelským Národním divadlem Habima v Tel Avivu.
Je ženatý, má dvě děti a žije v Hornellu, ve státě New York.